# Hylaeus philoleucus
Hylaeus philoleucus är en biart som först beskrevs av Cockerell 1910.  Hylaeus philoleucus ingår i släktet citronbin, och familjen korttungebin. Inga underarter finns listade i Catalogue of Life.

## Bildgalleri

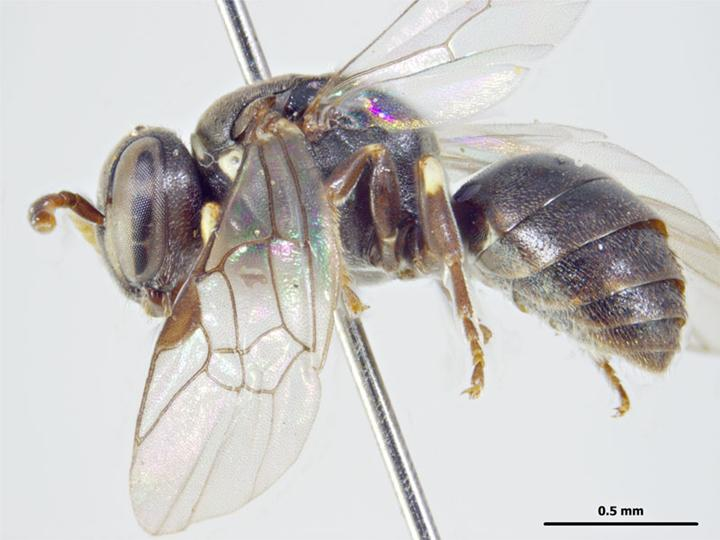
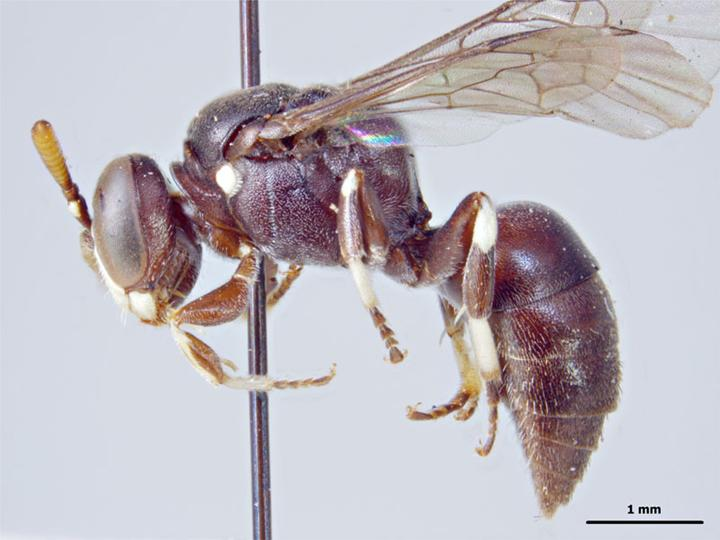